# Rue Vaudrée
La rue Vaudrée est une rue ancienne de la section d'Angleur faisant partie de la ville belge de Liège.

## Situation
La rue traverse la localité d'Angleur d'ouest en est depuis la rue d'Ougrée (route nationale 90) jusqu'à la place Andréa Jadoulle. Elle se prolonge à l'est par la rue de Tilff.

## Description
Longue d'environ 1 180 m, il s'agit de la véritable épine dorsale de la localité d'Angleur. La rue est plate et comprend quelques virages. Elle applique un sens unique de circulation automobile de la rue d'Ougrée vers la place Andréa Jadoulle. Elle est commerçante et résidentielle.

## Odonymie
La rue tire son nom du ruisseau la Vaudrée dont le cours est devenu souterrain depuis la rue du Vallon. Ce ruisseau traversait la rue Vaudrée au carrefour avec la rue du Fourchufossé qu'il empruntait pour rejoindre le Fourchu Fossé dont la partie encore existante fait désormais partie du canal de l'Ourthe (actuel plan d'eau au sud du centre commercial de Belle-Île).

## Histoire
Cette rue est une des voiries les plus anciennes d'Angleur, datant au moins du XVIIIe siècle mais sans doute bien antérieure. 

## Architecture
Le château Nagelmackers a été construit de 1720 à 1723.

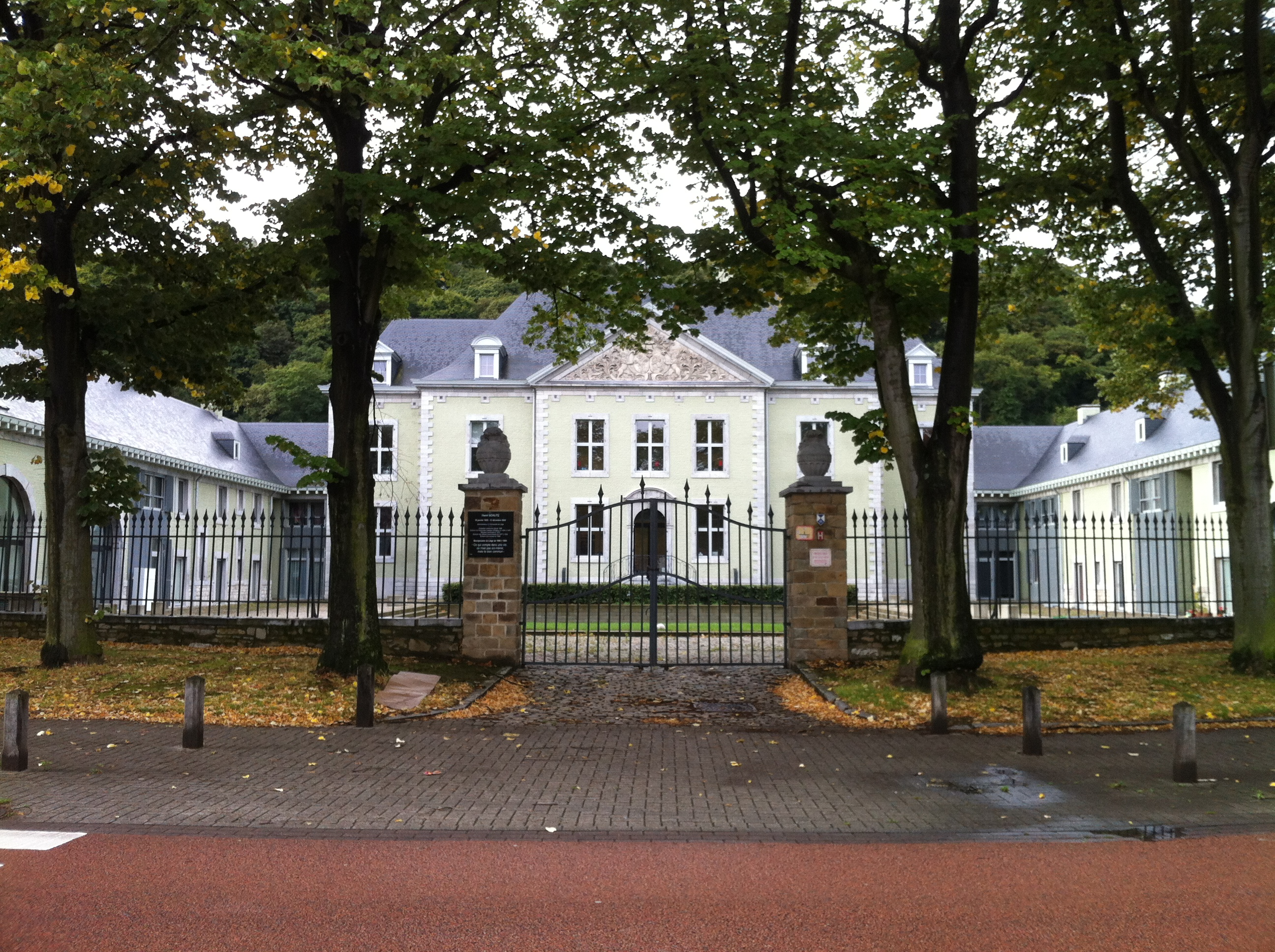
Le château Nagelmackers

Un ensemble de neuf maisons sociales  à appartements bâti vers 1923 pour la société coopérative de logement social La Maison liégeoise se situe du no 95 au no 111. Les façades en briques rouges sont ornées d'éléments décoratifs en briques blanches. Certains linteaux bicolores et avec clé de voûte sont bombés, d'autres cintrés.

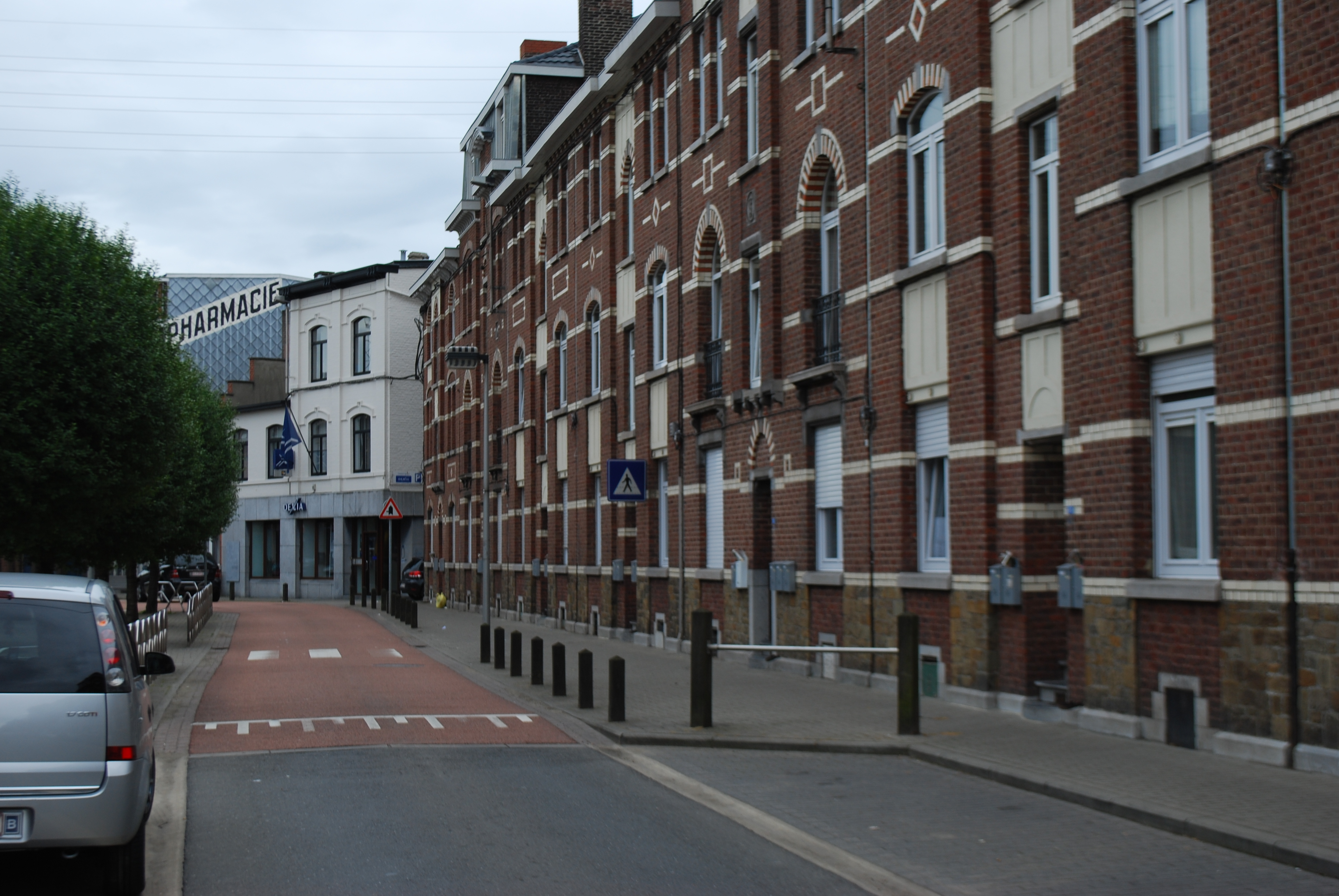
Habitations sociales du no 95 au no 111

L'immeuble situé au no 46 a été réalisé d'après les plans de l'architecte A. Boulangé pendant les années 1930.

## Voies adjacentes
- Place Andréa Jadoulle
- Rue de la Vaussale
- Rue du Prince Régent
- Square de la Paix d'Angleur
- Rue Jules Verne
- Rue Delhaise
- Rue Gilleaux
- Rue du Fourchufossé
- Rue Henri Dunand
- Rue du Vallon
- Rue de Kinkempois
- Rue Artus Bris
- Rue Félix Paulsen
- Avenue Henri Piedbœuf
- Rue de l'Hôtel de Ville
- Rue d'Ougrée